# El señor Galíndez
El señor Galíndez (conocida en Polonia como Pan Galindez) es una película del género  drama de 1984, dirigida por Rodolfo Kuhn, que a su vez la escribió (el guion está basado en la obra “el señor galindez” de Eduardo Pavlovsky), protagonizada por Héctor Alterio, Joaquín Hinojosa y Antonio Banderas, entre otros. 
El filme fue realizado por Rodolfo Kuhn P.C. y su fecha de estreno fue el 14 de febrero de 1984.

## Sinopsis
Unos hombres que hacen lo que otros no quieren hacer, trabajan para el enigmático Señor Galíndez, con quien nunca tuvieron contacto, les dan como objetivo preparar a un recluta nuevo.